# جون شورت (سياسي)
جون شورت (بالإنجليزية: John Short)‏ هو سياسي أمريكي، ولد في 24 أغسطس 1964. حزبياً، نشط في الحزب الديمقراطي.